# Гасанов, Дадаш Абдул Гусейн оглы
Дадаш Абдул Гусейн оглы Гасанов (Гасанзаде) (азерб. Dadaş Əbdül Hüseyn oğlu Həsənov (Həsənzadə)) — азербайджанский политический деятель, борец за восстановление государственной независимости Азербайджана, руководитель военного крыла партии «Мусават» в подполье (1921—1923), Председатель Центрального Комитета подпольного «Мусавата» (1923—1926).

## Биография
Согласно автобиографии, он родился 15 февраля 1897 года в городе Шуша Елисаветпольской губернии. В 1901 году его семья переехала в Баку. Здесь они разбогатели на торговле и владели нефтяными колодцами в одном из бакинских селений.
С 1914 по 1918 Дадаш Гасанов учился в гимназии города Ленкорань.
После этого его отец Абдул Гусейн хотел отправить Дадаша учиться в Россию однако в марте того же года в Баку была осуществлена кровавая резня мусульманского населения со стороны дашнакско-большевистских вооруженных группировок. Поэтому вся семья была вынуждена бежать в Дагестан, где они находились около 8 месяцев. Обратно они вернулись только после взятия Баку турецко-азербайджанскими войсками в середине сентября 1918 года. Погромы разорили их семью. После возвращения они частично восстановили свое хозяйство. Однако в 1920 году все их имущество было конфисковано большевиками.
В 1919 году Дадаш Гасанов поступил на первый курс медицинского факультета Бакинского университета. Одновременно с учёбой он также занимался врачебной и преподавательской деятельностью. В 1924 году он окончил университет и стал врачом-ординатором в терапевтическом госпитале Бакинского университета, где и работал до дня своего ареста. Женат не был, детей не имел.

## Политическая деятельность
В 1919 году Дадаш Гасанов, будучи студентом университета, становится членом правящей в те годы партии независимого Азербайджана «Мусават». С этого момента началась его политическая деятельность, которая активизировалась сразу после оккупации Азербайджана войсками большевистской России.
Сразу после оккупации состоялся чрезвычайный конгресс партии «Мусават», на котором было принято решение начать борьбу за восстановление государственной независимости Азербайджана. На этом конгрессе были особенно активны студенты Бакинского университета. Непосредственно после конгресса началась работа по организации подпольного сопротивления советской власти и с этого момента Д. Гасанов активно подключился к этой работе.

### Руководитель военного крыла «Мусавата»
В период с 1920—1924 годов в Азербайджане было зарегистрировано 54 вооруженных восстания против советской власти, в которых мусаватисты принимали самое непосредственное участие. Для организованного вооруженного сопротивления мусаватским подпольем в 1921 году была создана военная организация. Согласно заключительному постановлению следствия, председатель Бакинского Комитета (БК) подпольного «Мусавата» Абдул Вахаб Мамедзаде (Йуртсевер) назначил её руководителем члена БК Д. Гасанова, который, не побоявшись жестоких репрессий со стороны советских властей и рискуя своей жизнью, принялся за эту опасную работу. Под его руководством члены организации создавали ячейки в частях Красной Армии, пропагандировали среди военнослужащих идеи восстановления государственной независимости Азербайджана, привлекали на свою сторону солдат и офицеров, готовили захват складов с оружием, вели разведывательную работу. В следственном деле имеется информация о том, что Д. Гасанов лично создал ячейку мусаватской партии в бакинском гарнизоне.

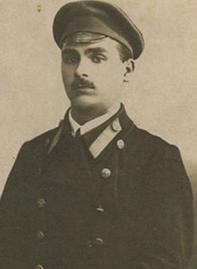
Студент гимназии Д. Гасанов. Приблизительно 1918 год.

### Организация побега М. Э. Расулзаде
В 1922 году Центральный Комитет (ЦК) подпольного «Мусавата» принял решение отправить в эмиграцию бывшего председателя Национального совета Азербайджана Мамед Эмина Расулзаде. После падения Азербайджанской республики он был арестован, но потом освобожден и отправлен в Москву, где работал в Совете Национальностей. Он являлся идейным лидером «Мусавата» и его символом. Мусаватистам был необходим авторитет М. Э. Расулзаде для продолжения своей деятельности, и поэтому им важно было не допустить его уничтожения советским режимом. Поэтому они организовали его побег в Финляндию, после чего он прибыл в Турцию. Согласно материалам следственного дела, в осуществлении побега сыграла также определённую роль и турецкая разведка. Главным исполнителем этой секретной операции был Дадаш Гасанов. Эмигрировавший впоследствии за границу Абдул Вахаб Мамедзаде (Йуртсевер) описал это событие следующим образом: «Одной из самых важных инициатив Центрального Комитета тайной организации „Мусават“ была организация побега из Москвы Мамед Эмина Расулзаде. Для этой цели в Москву были отправлены бывший член азербайджанского Парламента Рагим-бек Векилов и принявший впоследствии мученическую смерть наш друг, руководитель тайной военизированной организации Дадаш Гасанзаде, которым были выделены для этой цели некоторые средства. М. Э. Расулзаде под предлогом научной командировки выехал в Ленинград. Оттуда, благодаря помощи известного татарского просветителя Мусы Джаруллы Бигиева, он выехал к финской границе и на лодке пересек границу».

### Связи с Паритетным комитетом Грузии
В материалах следственного дела Д. Гасанов также назван одним из связных подпольного «Мусавата» с «Паритетным комитетом Грузии», который был создан после оккупации этой страны войсками большевистской России. В рамках этого комитета оппозиционные партии этой страны приняли решение преодолеть внутренние противоречия и объединить свои силы на борьбу с оккупацией. Однако понимая, что в одиночку справиться с этой задачей будет сложно, грузинские лидеры подполья начали работу с целью создания таких комитетов по всему Кавказу. Шли переговоры как с горцами Северного Кавказа, так и с мусаватистами Азербайджана. Планировалось создать объединённый комитет всех противников советского режима на Кавказе, который бы руководил всеобщим восстанием против оккупантов. Лидер первого азербайджанского подполья Мирзабала Мамедзаде с 1921 года имел контакты с грузинами и поручил это дело нескольким своим соратникам, одним из которых был Дадаш Гасанов. Согласно материалам следственного дела, в 1923 году по заданию ЦК первого мусаватского подполья он отправился в Тифлис, где встречался с бывшим министром меньшевистского правительства Грузии Ноем Хомерики, который вернулся из эмиграции, чтобы организовать восстание против большевиков в Грузии. После этого он установил связь с представителем грузинских меньшевиков в Баку Григорием Салуквадзе.

### Председатель ЦК партии «Мусават»
Весной 1923 года АзГПУ, которое отслеживало деятельность мусаватского подполья нанесло по нему тяжелый удар. Репрессиям и преследованиям подверглись многие активисты «Мусавата» и даже представители интеллигенции, которые не имели прямого отношения к ним. Большое количество людей было арестовано, разгромлена тайная типография газеты «İstiqlal» (Независимость). После этого разгрома ни о какой подготовке вооруженного восстания речи быть не могло, так как на это не оставалось ни сил, ни средств. Председатель ЦК подпольного «Мусавата» Мирзабала Мамедзаде бежал в Иран, но перед этим передал управление подпольем Дадашу Гасанову и другому активному мусаватисту Ахмеду Гаджинскому. С этого момента Д. Гасанов становится председателем ЦК партии «Мусават», то есть её руководителем.
На его долю выпала тяжелая миссия по восстановления разгромленного подполья. В своей работе он опирался только на проверенных людей, отказывался принимать в организацию новых членов и соблюдал максимальную конспирацию в условиях репрессий со стороны АзГПУ. В своей директиве, которую он направил своим сторонникам в уезды, он предписывал членам партии проводить чистки в своих рядах, убирать из своих рядов безразличных, безыдейных и бездеятельных людей, выявлять неблагонадежных и предателей, собирать деньги для помощи репрессированным мусаватистам, заниматься просветительской работой.

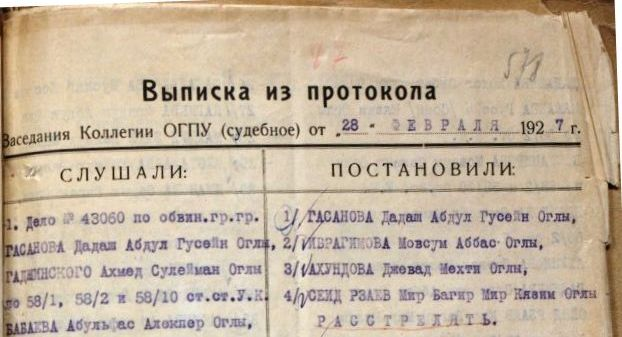
Постановление Коллегии ОГПУ (судебное) о расстреле Д. Гасанова

Дом Дадаша Гасанова на бакинской Старо-Почтовой улице стал штабом второго подполья. Здесь проводились тайные собрания мусаватистов и разрабатывались планы дальнейших действий. В ноябре 1923 года в этом доме было проведено первое собрание, на котором был сформирован новый временный состав ЦК, который возглавил Д. Гасанов. Секретарем ЦК партии стал его соратник А. Гаджинский.
Дадаш Гасанов в пределах своих возможностей поддерживал связь с Мамед Эмином Расулзаде. После разгрома первого подполья, М. Э. Расулзаде принял решение изменить политику партии и отказаться от курса на вооруженное восстание. В соответствии с этим, Д. Гасанов запретил своим соратникам организовывать вооруженное сопротивление против советских властей, так как это приведет к бессмысленным жертвам среди населения. Тем не менее, военная организация продолжала свое существование, выжидая удобный момент для вооруженного выступления.
Деятели второго подполья в основном занимались восстановлением и укреплением ячеек мусаватской партии в Баку и уездах, организацией материальной и моральной помощи семьям репрессированных мусаватистов. Главным образом это делалось за счет ежемесячных членских взносов. Помощь получала также семья Мамед Эмина Расулзаде.
Согласно Д. Гасанову, поставленных целей необходимо «добиваться путем создания корпуса образованных кадров, которых необходимо внедрить в государственные и образовательные структуры советских учреждений; по мере увеличения их количества весь аппарат власти должен оказаться в руках сторонников независимости».

#### Просветительская деятельность
В работе деятельности возглавляемого Д. Гасановым второго подполья значительное место отводилось патриотическому воспитанию азербайджанского (тюркского) народа, пропаганде его истории и национальных ценностей. Ахмедом Гаджинским к ноябрю 1925 года был составлен план работы под названием «Инструкция внепартийного воспитания молодежи» которую мусаватисты стали применять в учебных заведениях и просветительских кружках. В этой программе детально разъяснялось о том, как преподавать гуманитарные предметы для того, чтобы содействовать росту национального самосознания народа. Наряду с этим, велась работа по распространению листовок и литературы изданной азербайджанской эмиграцией. В частности, распространялись книги Мамед Эмина Расулзаде.
Просветительская программа подпольной мусаватской партии привела к созданию многочисленных молодёжных патриотических организаций в 1925-1931 годах, которые действовали также в учебных заведениях Азербайджана. В результате работы мусаватского подполья был зафиксирован рост националистических настроений среди молодежи.

#### Отношение к тюркологической конференции
Значительное место на тайных собраниях начала 1926 года отводилось отношению к Всесоюзному тюркологическому съезду, который намечалось провести в Баку. Было принято решение в целом поддержать это мероприятие, но отказаться от идеи изменения алфавита с арабского на латинский. В листовке выпущенной членами ЦК по этой проблеме говорилось о том, что необходимость в перемене алфавита существует. Однако это дело продвигают большевики в своих политических целях для того, чтобы расколоть тюркский мир и не дать возможности для его интеграции. Новый единый алфавит должен быть принят не только для Азербайджана, но и для всех тюркских народов. Но именно этого не хотят допустить большевики. Поэтому в настоящее время необходимо выступать против изменения алфавита и решать этот вопрос в будущем в интересах всех тюркских народов.

## Арест, ход следствия и приговор
В начале 1926 года АзГПУ вышло на след азербайджанского подполья. Согласно материалам следственного дела, «стало известно, что существует четко оформленный центр мусаватской партии, который действует по всему Азербайджану и имеет связи с мусаватской эмиграцией». 11 марта были произведены аресты лидеров второго подполья: председателя ЦК партии «Мусават» Дадаша Гасанова, секретаря ЦК Ахмеда Гаджинского и уполномоченного ЦК Али Юсифзаде. После этого прошли массовые репрессии мусаватистов по всему Азербайджану. Наиболее опасными были признаны Дадаш Гасанов и Ахмед Гаджинский, которых «необходимо изолировать по причине их непрекращающейся антисоветской работе, авторитетности среди антисоветских мусаватистских кругов и интеллигенции». Они содержались под арестом в бакинском Исправдоме № 2. Аресты продолжались до октября 1926 года, было арестовано 34 активных членов подполья. Их обвиняли в восстановлении деятельности разгромленного в 1923 году первого мусаватского подполья и его военной организации, шпионаже и сборе разведывательной информации в пользу иностранных разведок, попытках разложения АКП(б) и государственных органов изнутри, подготовке захвата власти в Азербайджане и связях с Паритетным комитетом Грузии.
Начиная с первого допроса от 13 марта 1926 года и на протяжении восьми месяцев, Дадаш Гасанов отрицал свою принадлежность к мусаватской партии и деятельности подполья, пребывание в Тифлисе и связи с Паритетным комитетом Грузии. Не выдержав давления, пыток и угроз некоторые из арестованных через некоторое время признали свою вину и утверждали, что он является лидером подполья, имеет связи с турецким консульством. Но на очных ставках с ними Д. Гасанов упорно отрицал все это и утверждал, что они все это выдумали. На октябрьских допросах 1926 года, относительно встреч и собраний подпольщиков в его доме, он говорил, что на самом деле они все приходили к нему лечиться и консультироваться по медицинским вопросам. По его словам, даже с Ахмедом Гаджинским, Абдул Ваххабом Мамедзаде и другими своими соратниками он имел не партийные, а дружеские связи, не имеющие никакого отношения к политике.
Только в ноябре 1926 года Д. Гасанов стал давать признательные показания. Видимо это было связано с непрекращающимся моральным и физическим давлением на него со стороны следствия. Как известно в следственных органах СССР во все времена практиковались побои, пытки, выбивания показаний насильственным путем. Кроме того, не исключено, что следствие угрожало расправой в отношении его семьи. Однако эти признания были направлены только на самого себя, умерших членов Мусавата и представителей эмиграции, которых ГПУ не могло арестовать. Ни одного из своих товарищей он не выдал. В частности он признал, что боролся за независимость Азербайджана, состоял в военной организации, занимался организацией просветительской работы, имел связи с Абдул Ваххабом Мамедзаде (Йуртсевером), который в это время уже находился вне пределов Азербайджана. Также признался в том, что ему известно о ячейках Мусавата в Карабахе, но имена их членов называть отказался. Когда его спросили о том, кому передавал сведения военного характера, он ответил, что передавал только уже умершим к тому времени людям.
В конце концов, следователи Васин, Жуков и Назаров, представили свое заключение от 31 декабря 1926 года по делу Д. Гасанова, в котором написали, что в связи с его неисправимостью и упорством он должен быть расстрелян. С этим заключением согласился Зампред ГПУ Горобченко и утвердил председатель АзГПУ М. Д. Багиров.
28 февраля 1927 года состоялось рассмотрение коллегией ОГПУ дела 34 лидеров и активистов второго мусаватского подполья. Дадаш Гасанов был приговорен к расстрелу. Однако относительно исполнения приговора имеются противоречивые данные. Согласно следственным материалам приговор был исполнен до 6 апреля 1927 года. По другим сведениям он был расстрелян солдатами ещё до суда во время одного из допросов, когда он напал на следователя. Также в материалах следствия есть противоречивые документы, по которым можно предположить, что его перевезли в Бутырскую тюрьму Москвы и казнили уже там.

## Реабилитация
После восстановления независимости Азербайджана, дело Дадаша Гасанова было пересмотрено в 1992 году. Согласно Заключению прокурора Азербайджанской республики В. А. Чудина от 6 мая, «как необоснованно репрессированный за контрреволюционные преступления он попадает под действие п. 1 Указа Президента СССР от 13 августа 1990 года „О восстановлении прав всех жертв политических репрессий 1920-1950 годов“».

## Внеследственные источники о Д. Гасанове
Упоминания о Дадаше Гасанове (Гасанзаде) имеются не только в материалах его следственного дела, но и в воспоминаниях деятелей азербайджанской мусаватской эмиграции. К примеру Мамед Эмин Расулзаде упоминал о нём как о человеке пожертвовавшим своей жизнью ради свободы азербайджанского народа: «Мы боремся за свободу Азербайджана и этой борьбе себя проявили много героев, которые не ограничиваются лишь членами Национального совета, Парламента и правительства. За нашу свободу пожертвовали своими жизнями парламентарии и рядовые граждане, такие как… доктор Дадаш Гасанзаде».
Помимо этого, бежавший за границу один из лидеров подпольной мусаватской организации Абдул Вахаб Мамедзаде (Йуртсевер) упоминает Д. Гасанова как руководителя военной организации подполья.
Ещё один деятель антисоветской эмиграции Хусейн Байкара, называет его руководителем подпольного национально-освободительного комитета: «Однажды я встретился с поэтом Ахмедом Джавадом, руководителем подпольного национально-освободительного комитета доктором Дадашем Гасанзаде и одним из лидеров этого комитета Рагимом Векиловым. После долгой беседы я предложил им временно покинуть Азербайджан и уехать в эмиграцию. Однако они отказались от моего предложения и сказали: „Если все уедут из страны, то кто же останется делить несчастия и трудности с нашим народом?“. Хорошо помню, что Ахмед Джавад и Рагим Векилов разгневались из-за моего предложения и обязали меня больше никогда им ничего подобного не предлагать. После этого прошло полвека. Все они остались верны своим словам и пережили все несчастья с азербайджанским народом. Доктор Дадаш Гасанзаде был расстрелян. Рагим бей Векилов покончил жизнь самоубийством. Ахмед Джавад был отправлен в ссылку в Сибирь и о его дальнейшей судьбе нам ничего не известно».
О Дадаше Гасанове также упоминал его современник, писатель-эмигрант Исмаил Сарьял в своем романе «Bakı rüzgarı» (Бакинский ветер), Он его лично знал и участвовал на собраниях мусаватистов в его доме. И. Сарьял подробно описал организацию побега М. Э. Расулзаде и отметил, что Дадаш Гасанов был его фактическим спасителем. Это дело было чрезвычайно сложным, так как Расулзаде находился под пристальным надзором чекистов. Поэтому по приезде в Москву, чтобы отвлечь подозрения, Дадаш Гасанов поступил слушателем каких-то курсов в Московском Университете и три месяца выжидал подходящего момента для исполнения порученной ему миссии. В результате этой конспирации и продуманных действий и удалось отправить Расулзаде из Москвы в Ленинград, а оттуда в Финляндию.
Далее И. Сарьял, ссылаясь на одного агента АзГПУ по фамилии Гулузаде писал, что известие о побеге Расулзаде разгневало Сталина и он отдал приказ в кратчайшие сроки найти его организаторов. Однако, несмотря на все усилия чекистов, это дело не удавалось раскрыть на протяжении нескольких лет. Наконец, они подослали своего агента по имени Тамара к одному из беглых мусаватистов, который скрывался в иранском городе Решт. Она вступила с ним в любовную связь и добыла список членов тайного мусаватского подполья в Азербайджане. Только после этого ГПУ удалось его ликвидировать.
Также И. Сарьял, со ссылкой на информацию полученную от того же Гулузаде писал о том, что после ареста Дадаш Гасанов длительное время не признавался в своей деятельности и не выдал ни одного из своих соратников. На последнем допросе следователь стал расспрашивать его о подробностях организации побега Расулзаде. Но Дадаш Гасанов напал на него и ударом чернильницы в лицо выбил ему глаз. В этот же момент он был расстрелян охраной. Этой информации в материалах следственного дела нет. Если этот случай действительно был, то значит Дадаш Гасанов был убит во время допроса и его имя просто включили в приговор суда, который состоялся позднее.
Согласно И. Сарьялу семье Дадаша Гасанова не сообщили о его расстреле. Им просто запретили приходить в тюрьму на встречи с ним. Поэтому они долгое время надеялись на то, что он жив. Также в то время распространились слухи о том, что будто бы он находится в заключении в России или бежал в Турцию.

## Фото и документы
Некоторые фото и документы о жизни и деятельности Д. Гасанова представлены в этой ссылке.

## Память
- 19 декабря 2017 года в штаб-квартире партии «Мусават» в Баку в честь 120-летия со дня рождения Дадаша Гасанова было проведено торжественное мероприятие, на котором выступили представители азербайджанской интеллигенции.